# Mbour

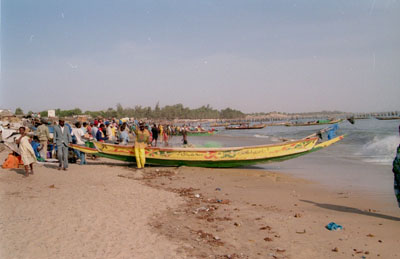
Plaża w Mbour

Mbour, także: M'Bour, M'bour (wolof: Mbuur) – miasto w Senegalu, w regionie Thies, na wybrzeżu Oceanu Atlantyckiego, 191 500 mieszkańców (2006). Dominuje tu przemysł spożywczy. Miasto jest jednym z ważniejszych ośrodków rybołówstwa w kraju. Na dwustumetrowym odcinku plaży odbywa się codzienny targ rybny. Trzecie co do wielkości miasto kraju.